# Amadou dan Ténimoun

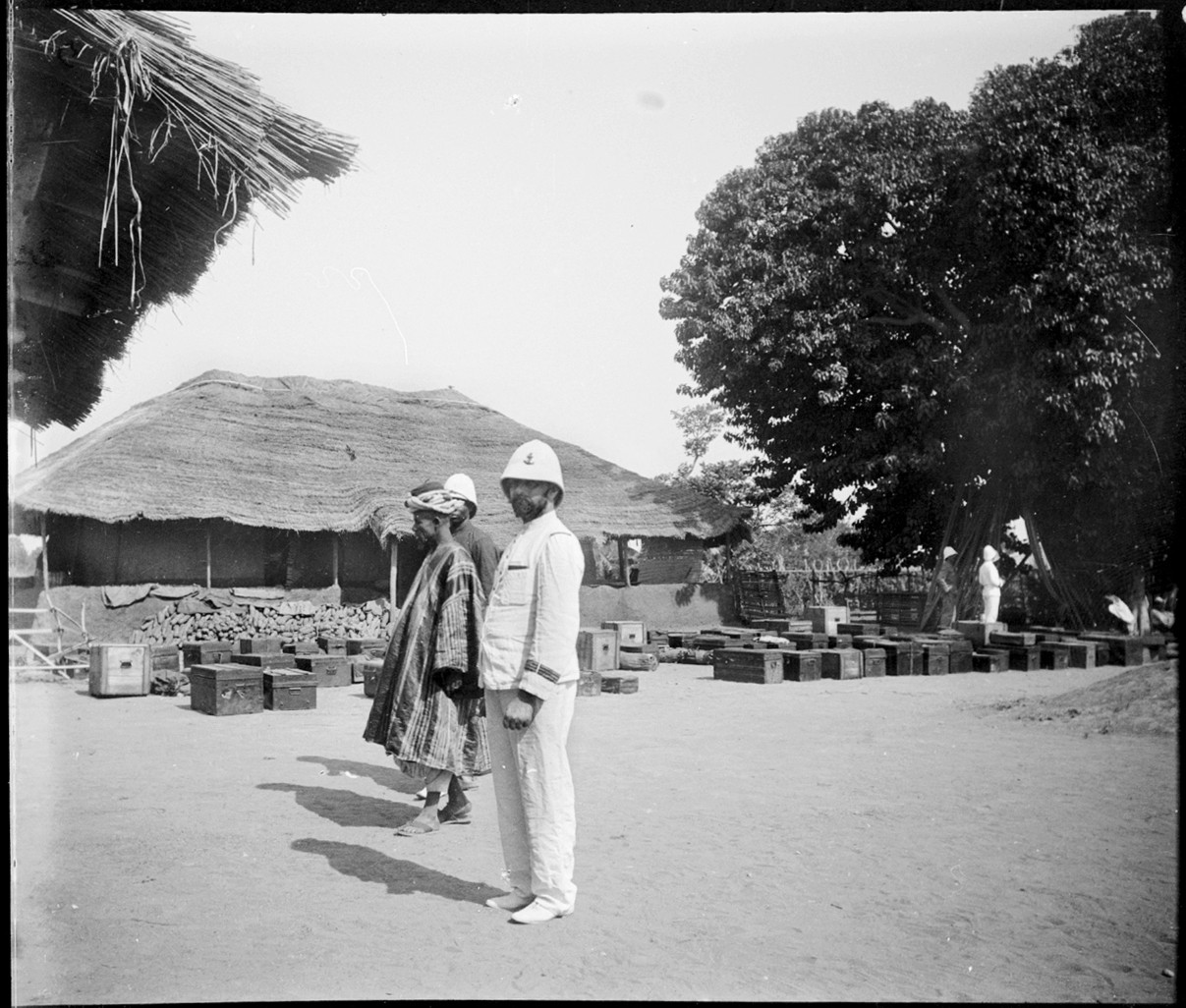
Sultan Amadou dan Ténimoun hinter einem französischen Offizier (1899)

Amadou dan Ténimoun († 16. September 1899 in Guidan Roumji) war von 1893 bis 1899 Sultan von Zinder im heutigen Niger.
Er ist auch als Amadou May Roumji (nach seinem Sterbeort) und als Amadou Kouran Daga („Amadou die kämpfende Hyäne“) bekannt. Eine alternative Schreibweise seines Namens ist Amadou dan Tanimoun.

## Leben
Amadou dan Ténimoun war ein jüngerer Bruder des Sultans Sélimane dan Ténimoun. Nach dessen Tod 1893 wurde er von den Würdenträgern des Hofs zum neuen Sultan ernannt. Das Herrschaftsgebiet des Sultans von Zinder hieß Damagaram und gehörte zum Reich Bornu. Das Reich befand sich seit der Machtübernahme durch Rabih az-Zubayr im Bürgerkrieg, weshalb Amadou nicht auch von Bornu formell als Sultan eingesetzt werden konnte. Die frühere Herrscherdynastie von Bornu im Exil anerkannte Amadou und verlangte von ihm, sich offen gegen Rabih az-Zubayr zu stellen, was er jedoch vermied. Stattdessen setzte er die Eroberungspolitik seines Vorgängers Ténimoun dan Sélimane fort.
Während der sechsjährigen Herrschaft Amadou dan Ténimouns befand sich Damagaram ununterbrochen im Krieg. Der Sultan schlug zunächst Unabhängigkeitsbestrebungen im Gebiet östlich von Gouré nieder und wandte sich dann Machina, Nguru und Gumel – südlichen Provinzen Bornus im heutigen Nigeria – zu. Unter dem Kommando von Aboki, dem serki n’foulani (Fulbe-Anführer) von Zinder, wurde der Sultan von Machina gefangen genommen und die Provinz Machina Damagaram angeschlossen. Anschließend eroberte Damagaram das Sultanat Nguru und setzte dort einen neuen, Damagaram untergeordneten Sultan ein. Die Belagerung von Gumel endete allerdings erfolglos.
Amadou richtete seine Machtbestrebungen nunmehr auf Gebiete außerhalb Bornus. Die bis 1899 dauernden, verlustreichen Kämpfe gegen das Sultanat Kano und von diesem abhängige Gebiete brachten keine endgültige Entscheidung. 1897 brach Hauptmann Marius Gabriel Cazemajou Richtung Bornu auf, um mit Rabih az-Zubayr über dessen Respektierung der französischen Grenzen in West- und Äquatorialafrika zu verhandeln. Als sich Cazemajou im April 1898 Zinder näherte, sandte ihm Amadou zunächst die Botschaft, dass er lediglich die (Kolonial-)Herrschaft des Osmanischen Reichs, nicht jedoch Frankreichs über sein Sultanat akzeptieren würde, und lud ihn schließlich nach Zinder ein. Amadou befürchtete eine gegen Zinder gerichtete Koalition zwischen Frankreich und Rabih az-Zubayr und war zudem von islamischen Klerikern beeinflusst, die einen neuen Kreuzzug erwarteten, und ließ Cazemajou und seinen Übersetzer ermorden. Daraufhin setzte sich eine französische Militärexpedition in Bewegung und besiegte den Sultan am 29. Juli 1899 in der Schlacht bei Tirmini. Amadou ordnete die Evakuierung Zinders an und floh auf das Land. Am 16. September 1899 spürten ihn die französischen Truppen in Guidan Roumji auf und töteten ihn.
Amadou dan Ténimouns von den Franzosen ausgewählter Nachfolger als Sultan von Zinder wurde Amadou dan Bassa.